# Bienicki
Bienicki – polski herb szlachecki, odmiana herbu Siekierz.

## Opis herbu
W polu czerwonym strzała srebrna u dołu pod kątem prostym rozdarta, oba końce ku sobie do góry jeszcze złamane, koniec prawy trzy razy, a lewy dwa razy.

## Najwcześniejsze wzmianki
Nieznane początki herbu.

## Herbowni
Bienicki.